# Купра-Мариттіма
Купра-Мариттіма (італ. Cupra Marittima) — муніципалітет в Італії, у регіоні Марке,  провінція Асколі-Пічено.
Купра-Мариттіма розташована на відстані близько 170 км на північний схід від Рима, 75 км на південний схід від Анкони, 31 км на північний схід від Асколі-Пічено.
Населення — 5410 осіб (2014).

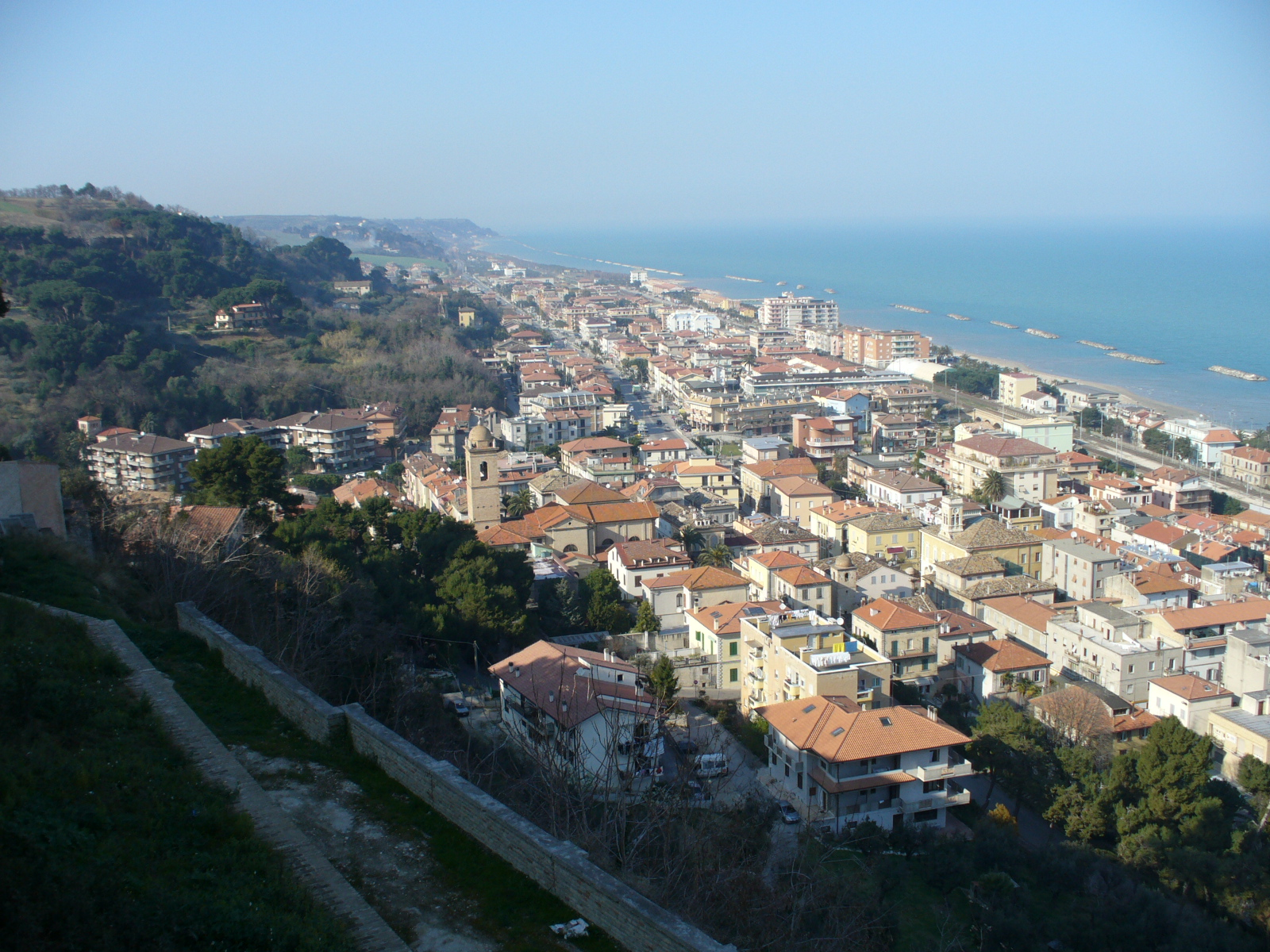

Щорічний фестиваль відбувається 5 грудня. Покровитель — San Basso.

## Демографія
Населення за роками:

Станом на 1 січня 2023 року в муніципалітеті офіційно проживало 446 іноземців з 42 країн, серед них 84 громадяни країн Євросоюзу та 8 громадян України.

## Сусідні муніципалітети
- Гроттаммаре
- Массіньяно
- Рипатрансоне